# Seycellocesa placens
Seycellocesa placens là một loài nhện trong họ Theridiidae.
Loài này thuộc chi Seycellocesa. Seycellocesa placens được John Blackwall miêu tả năm 1877.